# San Juan de los Potreros
San Juan de los Potreros är en ort i Mexiko.   Den ligger i kommunen Chimaltitán och delstaten Jalisco, i den centrala delen av landet, 500 km nordväst om huvudstaden Mexico City. San Juan de los Potreros ligger 2 239 meter över havet och antalet invånare är 275.
Terrängen runt San Juan de los Potreros är kuperad åt nordväst, men åt sydost är den platt. San Juan de los Potreros ligger uppe på en höjd. Runt San Juan de los Potreros är det glesbefolkat, med 8 invånare per kvadratkilometer. Närmaste större samhälle är Atolinga, 13,8 km öster om San Juan de los Potreros. I omgivningarna runt San Juan de los Potreros växer huvudsakligen savannskog.